# Juan Antonio Lavalleja
Juan Antonio Lavalleja y de la Torre (Minas, 24 de junho de 1784 – Montevidéu, 22 de outubro de 1853) foi um militar e político uruguaio, que liderou os Trinta e Três Orientais, e presidiu o Uruguai no Triunvirato de Gobierno de 1853, junto a Venancio Flores e a Fructuoso Rivera.

## Biografia
Ele era filho de Manuel Esteban Perez de la Valleja Gómez — espanhol nativo de Huesca, estanciero acomodado — e de Ramona Justina da Torre Ábalos. Seu irmão, Manuel Lavalleja (1797–1852), também era militar e era um dos 33 orientais que o acompanhavam na independência de 1825.
A revolta de seu país em resposta ao levante que ocorreu em 25 de maio de 1810 em Buenos Aires, teve em Lavalleja um soldado determinado e entusiasmado desde o início, que lutou na Batalha de Las Piedras em 1811, sendo promovido a capitão em 1814. Acompanhando Artigas e inicialmente às ordens do tenente daquela Frutuosa Rivera na luta contra os unitários, ele foi espancado com Manuel Dorrego nos campos de Guayabos, 10 de janeiro de 1815, sendo este último derrotado.

### Atuação durante as invasões portuguesas
Em 1817, ele foi mantido vigorosamente ao lado de Rivera no Paso de Cuello, contra um número muito maior de soldados do general português Carlos Federico Lecor. Naquele mesmo ano, contraiu casamento com Ana Monterroso, filha de Don Marcos Monterroso e cuja mãe, Doña Juana Bermúdez Artigas, era primitiva irmã do Proctor Jose Gervasio Artigas. Em 3 de abril de 1818, uma força portuguesa o tornou prisioneiro no fluxo Valentin (Salto). Enviado para Montevidéu, foi transferido para o Rio de Janeiro, onde foi confinado em um pontão, depois transferido para a ilha das Cobras junto com Fernando Otorgués, Manuel Francisco Artigas e Leonardo Olivera.
Em 1821, seu retorno a Montevidéu foi autorizado e imediatamente tomou serviço no Regimento de Dragões da União, cuja cabeça era o coronel Rivera. Quando a independência foi proclamada a partir do que agora o Brasil se tornou o Império do Brasil, Rivera e Lavalleja estavam junto com Lecor a favor, assinando o ato de aclamação e reconhecimento do imperador Pedro I do Brasil, em 17 de outubro de 1822. Reconhecendo assim com isso que ele era súdito de um imperador. Ao passar a Buenos Aires em 1824, as autoridades imperiais declararam-no desertor confiscando os bens.

### Trinta e três orientais
Os seus antecedentes significaram um grande negócio para a emigração oriental distribuída em todas as Províncias Unidas do Rio da Prata, e os planos de revolucionar a Província de Cisplatina que lentamente estavam tricotando, receberam visões da realidade. E em combinação com os chefes que tinham algum comando na Banda Oriental que estavam dispostos a tentar uma tentativa de revolta, certamente antes de apreender antes de Rivera, ao serviço do governador Lecor, foi obtido após muito esforço, o dinheiro necessário para o equipamento da pequena expedição que desembarcou na costa leste, teve que provocar o levante da província contra seus ocupantes.
Lavalleja foi o escolhido para o chefe da empresa perigosa, recomendado por seu valor ousado e sua audácia tentou. A façanha épica foi feita em 19 de abril de 1825, levando terra na margem do rio Uruguai, praia de Agraciada, com algumas armas e à frente de um grupo indeterminado de companheiros orientais e outras províncias, que a tradição chama de trinta e três orientais, principalmente chefes e oficiais.
Operações ofensivas foram realizadas, fazendo 24 entrar em Santo Domingo de Soriano e depois seguindo o coronel Rivera, que foi encontrado no lugar chamado Monzón no dia 29. Após uma breve entrevista, Rivera foi incorporada às forças patriotas com a soldados a seu comando. Este evento histórico é referido como Abraço da Monção, sobre o qual há controvérsia sobre se Rivera foi pego e preso por Lavalleja em Monsoon, como ele diz em uma carta a sua esposa datada de San Jose em 2 de maio e Tais circunstâncias Rivera escolheu inclinar-se para os anfitriões invasores, ou se essa era a conseqüência de um acordo previamente acordado.
A adesão de Rivera, indivíduo com grande prestígio e conexão na campanha, foi, sem dúvida, equivalente a uma primeira batalha vencida. Continuando as operações, as moradias de San José e Canelones caíram para os patriotas, e em 14 de junho um governo provisório foi estabelecido na Flórida sob a presidência de Manuel Calleros, e lá, em 25 de agosto de 1825, a Câmara dos Deputados proclamou a independência da província e imediatamente declarou sua união com o resto do rio. Rivera venceu seus adversários no rincão de Haedo no dia 24 de setembro e, em 12 de outubro, Lavalleja venceu sua vitória em Sarandí Grande.

### Atuações posteriores
Juan Antonio Lavalleja foi capitão de Artigas, foi chefe dos 33 e ainda general de Sarandí, ele por exemplo ainda tem seu nome inscrito seu nome na Lista dos Grandes do Uruguai, com isso ele foi consagrado como um de seus heróis.
Em Minas, a cidade de seu berço, a primeira estátua equestre erguida no país que ele ajudou a criar foi erguida na praça principal, em 12 de outubro de 1902, e por lei de 26 de dezembro de 1927, o Departamento de Minas tomou o nome Lavalleja. Uma importante avenida do centro de Montevidéu leva seu nome, por exemplo. Morreu sendo um homem rico e famoso no seu país.
Recomendou por carta a Fructuoso Rivera, presidente da recém-criada república, que adotasse medidas para se livrar dos índios charruas, tendo como consequência a Batalha de Salsipuedes, em abril de 1831. Foi a primeira de uma série de ações em uma campanha de extermínio dos charruas nos primórdios da República Oriental do Uruguai.